# Bassejaure
Bassejaure är en sjö i Arjeplogs kommun i Lappland och ingår i Skellefteälvens huvudavrinningsområde. Sjön har en area på 0,312 kvadratkilometer och ligger 425,1 meter över havet. Sjön avvattnas av vattendraget Bassebäcken.

## Delavrinningsområde
Bassejaure ingår i det delavrinningsområde (733851-157419) som SMHI kallar för Mynnar i Uddjaure. Medelhöjden är 497 meter över havet och ytan är 20,57 kvadratkilometer. Det finns ett avrinningsområde uppströms, och räknas det in blir den ackumulerade arean 30,19 kvadratkilometer. Bassebäcken som avvattnar avrinningsområdet har biflödesordning 2, vilket innebär att vattnet flödar genom totalt 2 vattendrag innan det når havet efter 274 kilometer. Avrinningsområdet består mestadels av skog (82 procent) och sankmarker (12 procent). Avrinningsområdet har 0,31 kvadratkilometer vattenytor vilket ger det en sjöprocent på 1,5 procent.